# تپه شوربلاغن اوستو
تپه شور بلاغن اوستو مربوط به اواخر هزاره دوم قبل از میلاد است و در شهرستان نقده، بخش مرکزی، دهستان بیگم قلعه، روستای محمدشاه سفلی واقع شده و این اثر در تاریخ ۷ خرداد ۱۳۸۷ با شمارهٔ ثبت ۲۲۸۸۹ به‌عنوان یکی از آثار ملی ایران به ثبت رسیده است.